# Yunis Abdelhamid
Yunis Abdelhamid (en tifinagh : ⵢⵓⵏⵙ ⴰⵢⵜ ⵃⴰⵎⵉⴷ .en arabe : يونس عبد الحميد), né le 28 septembre 1987 à Montpellier en France, est un footballeur international marocain qui évolue au poste de défenseur central à l'AS FAR.
Passé par aucun centre de formation, il devient professionnel à l'âge tardif de 24 ans et dispute trois premières saisons en Ligue 2 avec l'AC Arles Avignon avant de s'engager à Valenciennes FC. Signant et jouant une seule saison au Dijon FCO en Ligue 1, il s’engage pour plusieurs saisons avec le Stade de Reims, club avec lequel il est promu en Ligue 1 dès sa première saison, enchaînant sept saisons au club, faisant de lui un des joueurs les plus capés du club. En 2024, libre de tout contrat, il s'engage, à l'AS Saint-Étienne où il passe une saison avant de partir au Maroc à l'AS FAR.
Possédant la double nationalité française et marocaine, il ne connait aucune sélection avec les sélections nationales inférieures. Il reçoit sa première convocation de l'équipe du Maroc, son pays d'origine, en 2016 sous la houlette de Hervé Renard, faisant partie du groupe pour la CAN 2019. Plus tard, il est rappelé sous Walid Regragui pour prendre part à la CAN 2023.

## Biographie

### Enfance et formation
D'un père originaire de Tinghir et d'une mère de Kénitra, au Maroc, Yunis grandit au quartier Paul Valéry de Montpellier où il débute au club Montpellier Arceaux à l'âge de treize ans. Il y joue régulièrement avec ses amis de quartier, dont Abdelhamid El Kaoutari et Adrien Regattin qui deviendront aussi footballeurs professionnels.
Deux ans plus tard, il intègre l’ASPTT de Montpellier puis l’AS Lattes à ses 17 ans. Il y reste jusqu’à l’été 2011, étant en parallèle un joueur de futsal et licencié auprès de l’équipe de Montpellier qui accède à la Division 1. Ne se destinant pas forcément à une carrière de footballeur professionnel, Yunis est titulaire d'un Master de sciences de la gestion, option finance, obtenu à l'université d'Aix-Marseille, avec l'envie de devenir comptable.
À l’été 2011, il rejoint l'équipe réserve de l’AC Arles-Avignon pour lui permettre d’accéder au CFA 2 à l’issue de la saison.

### Révélation en Ligue 2 avec l'AC Arles-Avignon (2011-2014)
Après avoir progressivement rejoint le groupe professionnel pour les entraînements, il fait définitivement partie du groupe professionnel au début de l’automne 2011 pour les matchs de Ligue 2. Il reste cependant sur le banc et ne joue pas une seule minute avant l’arrivée au club de Thierry Laurey qui le titularise face au CS Sedan Ardennes pour le compte de la 17e journée. Yunis Abdelhamid s'impose alors rapidement comme l'un des piliers de l’équipe, ne manquant que quatre rencontres de championnat sur le reste de la saison 2011-2012. Le 17 février 2012, lors de la 24e journée, il inscrit le premier but de sa carrière professionnelle face à l’AS Monaco sur une passe de Romain Rocchi.
Alors que les entraîneurs se succèdent à la tête de l'équipe arlésienne (Thierry Laurey, Pierre Mosca, Franck Dumas), Yunis tient son poste et enchaine deux saisons pleines (34 puis 35 apparitions pour les saisons 2012-2013 et 2013-2014). Au début de cette dernière, il est promu capitaine par l'entraîneur Franck Dumas en raison de sa constance durant l'année précédente, avant de céder le brassard à Erwan Quintin.

### Confirmation au Valenciennes FC (2014-2016)
Après trois saisons en Provence, il s'engage avant même la fin de la saison, le 4 mai 2014, avec Luzenac, fraîchement promu en Ligue 2 pour une durée de trois ans. En raison des difficultés du club ariégeois à être autorisé à évoluer en Ligue 2, Yunis rejoint finalement fin juillet le Valenciennes FC, récent relégué de Ligue 1, pour une durée de trois ans.
C'est pour lui la vraie découverte du monde professionnel tant les attentes sportives, les structures et l'engouement populaire diffèrent de l'environnement de l'ACA. Il se révèle très vite comme un élément indispensable de la défense du VAFC, y devenant également le capitaine et ne manquant que 23 minutes de jeu en Ligue 2 sur la saison 2014-2015.
Une nouvelle fois, il voit les entraîneurs passer (Bernard Casoni, David Le Frapper, Faruk Hadžibegić) mais répond aux attentes placées en lui, réalisant un nouvel exercice plein sur la saison 2015-2016 (35 apparitions en championnat).

### Arrivée au Dijon FC et découverte de la Ligue 1 (2016-2017)
Une nouvelle étape s'offre à lui le 13 mai 2016 lorsqu'il annonce qu'il quittera Valenciennes à l'issue de la saison pour découvrir la Ligue 1 sous le maillot du Dijon FCO où il s'engage pour trois ans. Dijon, et Sébastien Larcier, responsable de la cellule de recrutement, comptent sur ses qualités défensives supérieures à la moyenne, son âpreté dans les duels, sa solidité dans le domaine aérien et sa capacité à apporter offensivement pour assurer un maintien rapide au club bourguignon. En charnière centrale, il est amené à succéder à Christopher Jullien, en fin de prêt, au côté de Cédric Varrault.
Installé en défense centrale, la déconvenue 3 buts à 0 au Parc des Princes lors de la sixième journée est celle de trop, la quatrième de la saison, déjà, pour l'équipe. Sorti à la mi-temps, il ne sera pas convoqué dans le groupe quatre jours plus tard pour la réception de Rennes où Dijon s'impose 3-0. Il ne réapparaît qu'en novembre lorsqu'Olivier Dall'Oglio met en place un 5-3-2 où il peut exercer aux côtés d'Ádám Lang et Varrault. Ce système ne stabilise néanmoins pas les résultats de l'équipe, naviguant entre la dix-neuvième et la quatorzième place. La défense s'axera finalement autour d'une charnière Varrault-Lotiès, mettant Abdelhamid en concurrence avec Adam Lang pour le rôle de doublure. Le Hongrois lui étant préféré, il voit son temps de jeu se limiter à 16 minutes entre mars et mai.

### Montée avec le Stade de Reims (2017-2024)
Face à la diminution de son temps de jeu, il rejoint le Stade de Reims le 27 juin 2017 pour un contrat de trois ans, avec l'objectif de la montée en Ligue 1. Il hérite du numéro 5 sous la houlette de l'entraîneur David Guion.
Le 28 juillet, il dispute son premier match avec le club en étant titularisé contre le Nîmes Olympique (victoire, 0-1 : but inscrit par Axel Disasi). Le 9 février 2018, il inscrit son premier but avec Reims contre le FC Sochaux sur une passe décisive de Rémi Oudin (victoire, 3-0). Une semaine plus tard, le 16 février, il inscrit un doublé : sur un tir du pied gauche grâce à une passe décisive de Julian Jeanvier et sur une tête grâce à une passe de Diego et offre ainsi la victoire à son équipe face au Gazélec FCA. Avec comme objectif une montée en Ligue 1, il en sera un des acteurs et remporte par la même occasion la distinction du meilleur joueur de Ligue 2 en février 2018.
Lors de la saison 2018-2019, il est avec Johann Carrasso l'un des deux délégués syndicaux de l'UNFP au sein du Stade de Reims. Il est l’unique joueur du championnat à disputer toutes les rencontres de Ligue 1 de la saison 2018-2019 dans leur intégralité. Le 7 mars 2020, il égale le record de Daniel Congré en disputant son soixante-sixième match consécutif de championnat et en intégralité. Pilier défensif et cadre du vestiaire, son contrat est prolongé le 4 février 2020 jusqu'en 2022. En avril 2022, il signe une nouvelle entente de deux saisons avec le club champenois.
Le 25 février 2024, alors qu'il est capitaine de l'équipe, il annonce qu'il quittera le club en fin de contrat à l'issue de la saison. Il déclare avoir tout donné pour le club et n'avoir ni amertume ni rancœur à le quitter. Il réalise son dernier match sous les couleurs du Stade de Reims le 20 mai 2024, face au Stade Rennais, et inscrit notamment un penalty. À l'issue de la rencontre, gagnée 2-1, un hommage lui est rendu par le club et les supporters.

### AS Saint-Étienne puis FAR Rabat (depuis 2024)
Le 5 juillet 2024, le joueur signe un contrat d'un an (avec une option d'une saison supplémentaire) avec l'AS Saint-Étienne, tout fraichement montée en Ligue 1 cette saison.
En juin 2025, le quotidien l'Equipe annonce que l'international marocain s'est engagé pour une durée d'un an avec l'AS FAR. Le défenseur central marocain de 37 ans est ainsi lié au club militaire jusqu'à l'été 2026.

### Carrière internationale

#### Débuts en équipe du Maroc (2016)
Yunis Abdelhamid, possédant la double nationalité française (pays de naissance), marocaine (par affiliation paternelle) et ayant fait ses débuts professionnels tardifs à l'âge de 24 ans, reçoit ses premières présélections en 2016, à l'occasion de sa première saison en Ligue 1 avec le Dijon FCO. Il est alors âgé de 29 ans.
En septembre 2016, il reçoit sa première sélection avec le Maroc sous la houlette de Hervé Renard, à l'occasion de matchs qualificatifs à la CAN 2017 face au Sao Tomé-et-Principe au Complexe sportif Moulay-Abdallah de Rabat. Il intègre alors une nouvelle génération marocaine formée par le sélectionneur français et composée de joueurs comme Mehdi Benatia, Nabil Dirar, Achraf Hakimi, Hakim Ziyech et Karim El Ahmadi. Le 4 septembre 2016, il est titularisé en étant testé dans une charnière défensive avec Manuel da Costa, disputant au total 90 minutes (victoire, 2-0).
Il est rappelé un mois plus tard pour entrer en jeu à la 85e minute au cours d'un match amical contre le Canada, face à laquelle plusieurs nouveaux jeunes joueurs sont testés (victoire, 4-0). Yunis Abdelhamid ne figure finalement pas dans la liste des joueurs qui prennent part à la CAN en janvier 2017.

#### Retour en sélection et huitième-de-finaliste à la CAN (2019-2020)
En mars 2019, il intégre la charnière centrale, composée principalement de Mehdi Benatia, Romain Saïss et Manuel da Costa pour un match de qualification à la CAN 2019 face au Malawi. Lors de ce match (0-0), il dispute 90 minutes aux côtés de Badr Benoun . Prenant part à trois matchs amicaux dans le cadre des préparations à la CAN 2019, il entre en jeu contre l'Argentine (défaite, 0-1), contre la Gambie (défaite, 0-1) et la Zambie (défaite, 2-3). Dans cette atmosphère de doute, il est sélectionné par Hervé Renard pour la Coupe d'Afrique des nations 2019 en Égypte. Il ne fait aucune entrée en jeu lors de cette compétition et les Lions de l'Atlas sont éliminés en huitièmes de finale contre le Bénin.
Quelques jours après cette désillusion, Hervé Renard est remplacé par Vahid Halilhodžić qui rappelle Yunis Abdelhamid. Le 6 septembre 2019, il est titularisé en amical contre le Burkina Faso et parvient à délivrer une passe décisive sur le seul but marocain inscrit par Zouhair Feddal (match nul, 1-1). Le 11 octobre 2019 contre la Libye, il reçoit pour la première fois le brassard de capitaine en étant titularisé (match nul, 1-1).
Lors de la trêve internationale d'octobre 2020, il dispute deux matchs amicaux : un contre le Sénégal en entrant en jeu (victoire, 3-1) ; le deuxième contre la République démocratique du Congo en étant titularisé (match nul, 1-1).

#### Réapparition sous Regragui (depuis 2023)
Le 31 août 2023, il reçoit sa première convocation officielle de Walid Regragui avec l'équipe du Maroc pour des matchs le 9 septembre contre le Liberia à Agadir et le 12 septembre contre le Burkina Faso à Lens,. Le premier match est annulé à la suite du séisme de 2023 au Maroc, et il n’entre pas en jeu dans le second,.
Le 28 décembre 2023, il est dans la liste des vingt-sept joueurs marocains sélectionnés pour disputer la Coupe d'Afrique des nations 2023,,. Sur le banc lors des deux premiers matchs contre la Tanzanie (victoire, 3-0) et la République démocratique du Congo (match nul, 1-1) au Stade Laurent Pokou de San-Pédro,,,, il est titulaire lors du troisième match contre la Zambie, palliant ainsi un risque de deuxième carton jaune du capitaine Romain Saïss (victoire, 1-0). En huitièmes de finale, les Lions de l'Atlas sont éliminés par l'Afrique du Sud sur un score de 2-0,.

## Statistiques

### Statistiques détaillées
| Saison                | Club                  | Championnat           | Championnat | Championnat | Coupe nationale | Coupe nationale | Coupe de la Ligue | Coupe de la Ligue | Compétition(s) continentale(s) | Compétition(s) continentale(s) | Compétition(s) continentale(s) | Total | Total |
| Saison                | Club                  | Division              | M.          | B.          | M.              | B.              | M.                | B.                | Comp.                          | M.                             | B.                             | M.    | B.    |
| 2011-2012             | AC Arles-Avignon      | Ligue 2               | 18          | 1           | 0               | 0               | 0                 | 0                 | -                              | -                              | -                              | 18    | 1     |
| 2012-2013             | AC Arles-Avignon      | Ligue 2               | 34          | 2           | 2               | 0               | 3                 | 0                 | -                              | -                              | -                              | 39    | 2     |
| 2013-2014             | AC Arles-Avignon      | Ligue 2               | 35          | 2           | 1               | 0               | 0                 | 0                 | -                              | -                              | -                              | 36    | 2     |
| Sous-total            | Sous-total            | Sous-total            | 87          | 5           | 3               | 0               | 3                 | 0                 | -                              | -                              | -                              | 93    | 5     |
| 2014-2015             | Valenciennes FC       | Ligue 2               | 38          | 1           | 4               | 0               | 1                 | 0                 | -                              | -                              | -                              | 43    | 1     |
| 2015-2016             | Valenciennes FC       | Ligue 2               | 35          | 2           | 1               | 0               | 1                 | 0                 | -                              | -                              | -                              | 37    | 2     |
| Sous-total            | Sous-total            | Sous-total            | 73          | 3           | 5               | 0               | 2                 | 0                 | -                              | -                              | -                              | 80    | 3     |
| 2016-2017             | Dijon FCO             | Ligue 1               | 18          | 0           | 2               | 0               | 1                 | 0                 | -                              | -                              | -                              | 21    | 0     |
| 2017-2018             | Stade de Reims        | Ligue 2               | 35          | 4           | 1               | 0               | 2                 | 0                 | -                              | -                              | -                              | 38    | 4     |
| 2018-2019             | Stade de Reims        | Ligue 1               | 38          | 0           | 2               | 0               | 0                 | 0                 | -                              | -                              | -                              | 40    | 0     |
| 2019-2020             | Stade de Reims        | Ligue 1               | 28          | 3           | 1               | 0               | 4                 | 0                 | -                              | -                              | -                              | 33    | 3     |
| 2020-2021             | Stade de Reims        | Ligue 1               | 33          | 3           | 1               | 0               | -                 | -                 | C3                             | 1                              | 0                              | 35    | 3     |
| 2021-2022             | Stade de Reims        | Ligue 1               | 34          | 2           | 3               | 0               | -                 | -                 | -                              | -                              | -                              | 37    | 2     |
| 2022-2023             | Stade de Reims        | Ligue 1               | 37          | 1           | 3               | 0               | -                 | -                 | -                              | -                              | -                              | 40    | 1     |
| 2023-2024             | Stade de Reims        | Ligue 1               | 31          | 4           | -               | -               | -                 | -                 | -                              | -                              | -                              | 31    | 4     |
| Sous-total            | Sous-total            | Sous-total            | 236         | 17          | 11              | 0               | 6                 | 0                 | -                              | 1                              | 0                              | 254   | 17    |
| 2024-2025             | AS Saint-Étienne      | Ligue 1               | 16          | 0           | 1               | 0               | -                 | -                 | -                              | -                              | -                              | 17    | 0     |
| Total sur la carrière | Total sur la carrière | Total sur la carrière | 430         | 24          | 22              | 0               | 12                | 0                 | -                              | 1                              | 0                              | 465   | 24    |

### En sélection nationale
| Saison                | Sélection             | Phases finales        | Phases finales | Phases finales | Phases finales | Éliminatoires | Éliminatoires | Éliminatoires | Matchs amicaux | Matchs amicaux | Matchs amicaux | Total | Total | Total |
| Saison                | Sélection             | Compétition           | M              | B              | Pd             | M             | B             | Pd            | M              | B              | Pd             | M     | B     | Pd    |
| --------------------- | --------------------- | --------------------- | -------------- | -------------- | -------------- | ------------- | ------------- | ------------- | -------------- | -------------- | -------------- | ----- | ----- | ----- |
| 2016-2017             | Maroc                 | -                     | -              | -              | -              | 1             | 0             | 0             | 1              | 0              | 0              | 2     | 0     | 0     |
| 2018-2019             | Maroc                 | CAN 2019              | 0              | 0              | 0              | 1             | 0             | 0             | 3              | 0              | 1              | 4     | 0     | 1     |
| 2019-2020             | Maroc                 | -                     | -              | -              | -              | 1             | 0             | 0             | 4              | 0              | 0              | 5     | 0     | 0     |
| 2023-2024             | Maroc                 | CAN 2023              | 1              | 0              | 0              | 1             | 0             | 0             | 2              | 0              | 0              | 4     | 0     | 0     |
| 2024-2025             | Maroc                 | -                     | -              | -              | -              | 1             | 0             | 0             | -              | -              | -              | 1     | 0     | 0     |
| Total sur la carrière | Total sur la carrière | Total sur la carrière | 1              | 0              | 0              | 5             | 0             | 0             | 10             | 0              | 1              | 16    | 0     | 1     |

### En sélection marocaine
Le tableau suivant liste les rencontres de l'équipe du Maroc auxquelles Yunis Abdelhamid a pris part depuis le 4 septembre 2016.

## Palmarès

### En club
Stade de Reims
- Champion de France de Ligue 2 en 2018

### Distinctions personnelles
- Meilleur joueur de Ligue 2 en février 2018[12].
- Membre de l'équipe-type de la Ligue 2 en 2018[46].
- Troisième meilleur joueur africain dans la Ligue 1 en 2020[47].
- Membre de l'équipe-type du Maghreb en 2023[48].

## Vie privée

### Humanitaire
Le 9 septembre 2023, alors qu'il se trouve à Agadir, il se présente exclusivement à l'hôpital avec ses coéquipiers de la sélection marocaine pour un don de sang pour les blessés du séisme au Maroc,,.